# Papa mora na dijetu (1991.)
Papa mora na dijetu, američka satirična komedija iz 1991. godine. 

## Radnja
Satirična komedija. Nakon iznenadne smrti Pape Pia, mafija postavlja liberalnog svećenika – auto mehaničara za novog papu. Shvativši težinu svoje situacije, novi Papa mora raskrinkati korupciju i spasiti svoj život. Snimano u Dubrovniku, koji je "glumio" Rim i Vatikan.
U filmu se pojavljuju hrvatski glumci Damir Mejovšek, Božidar Smiljanić, Ranko Zidarić, Relja Bašić, Branko Blaće, Petar Buntić, Ivica Zadro, Mirta Zečević, Boris Mirković, Mario Mirković, Kristijan Ugrina i dr.